# Louis Riel
Louis Riel (Saint Boniface, 22 ottobre 1844 – Regina, 16 novembre 1885) è stato un politico canadese di etnia métis. 
È considerato il "padre del Manitoba".

## Biografia
Louis Riel fu leader del popolo Métis ("meticci") delle praterie del Canada. Guidò due movimenti di resistenza contro il governo canadese. Riel cercò di preservare i diritti e la cultura del popolo Métis quando la loro terra e il Nord-Ovest passarono progressivamente sotto la sfera d'influenza canadese.
La prima resistenza guidata da Riel fu la ribellione di Red River del 1869-1870. Il governo provvisorio da lui istituito, in ultima analisi negoziò le condizioni in base alle quali la moderna provincia del Manitoba entrò a far parte della Confederazione canadese. Riel fu costretto all'esilio negli Stati Uniti, in seguito alla controversa esecuzione di Scott Thomas durante la ribellione. Nonostante ciò, egli è spesso indicato come il "Padre del Manitoba". Nel periodo dell'esilio, è stato eletto per tre volte alla Canadian House of Commons, anche se non ha mai assunto la sua carica. Nel corso di questi anni, crebbe la sua frustrazione, nonostante la sua crescente convinzione che Dio lo avesse inviato al Canada come un profeta e un leader. Convinzione che si riproporrà più tardi e influenzerà le sue azioni. Divenne un cittadino naturalizzato americano e fu coinvolto attivamente nel Partito Repubblicano.
Riel tornò in quella che è oggi la provincia del Saskatchewan per supportare il malcontento dei Métis verso il governo canadese. L'aumento delle tensioni porterà ad un confronto militare conosciuto come la ribellione del Nord-Ovest del 1885 che si concluderà con l'arresto di Louis Riel, il processo, e l'esecuzione con l'accusa di alto tradimento. La sua esecuzione ebbe una duratura influenza nelle relazioni tra il Canada francofono e il Canada anglofono. Sia che sia visto come un Padre della Confederazione, o come un traditore, egli rimane una delle più complesse, controverse e, in definitiva, tragiche figure nella storia del Canada.

## Riferimenti nella cultura di massa

### Cinema
Interpretato da Francis McDonald, il personaggio di Louis Riel appare in Giubbe rosse, film del 1940 di Cecil B. DeMille che aveva come protagonista Gary Cooper, adattamento cinematografico di The Royal Canadian Mounted Police (titolo originale anche del film), un romanzo di R.C. Fetherstonhaugh che racconta, con toni romanzati e anti francesi, la ribellione del Nord-Ovest. 
A Riel è stato dedicato un intero episodio della celebre serie TV degli anni '70 Alla conquista del West: si tratta del sesto della terza stagione, intitolato in italiano Il ribelle.

### Fumetto
Guido Nolitta ha dichiarato di essersi ispirato alla figura di Riel per il personaggio di Roger Goudret, antagonista di Tex Willer apparso nella storia I ribelli del Canada. Nel fumetto Goudret è un leader ispirato che usa il suo carisma per spingere gli indiani, che lo considerano una specie di profeta, ad unirsi ai ribelli di origine francese contro gli Inglesi; convinto che più che con la violenza la libertà vada conquistata con le trattative, viene ucciso a tradimento da un altro capo della rivolta quando cerca di porre un freno alla ferocia dei ribelli. La sua morte pone di fatto fine alla sommossa. Benché descritto come un personaggio ambiguo, Goudret non è messo completamente in luce negativa: lo stesso protagonista ammette di condividere in gran parte le sue idee politiche, in particolare per quanto riguarda la questione indiana, anche se ne disapprova l'estremismo.
La storia di Riel viene anche narrata dal canadese Chester Brown nel suo Louis Riel, fumetto alternativo serializzato dal 1999 al 2003 e in questo stesso anno uscito in volume. Quest'ultima edizione del romanzo grafico ha avuto grande successo di pubblico e critica, aggiudicandosi tre Harvey Awards.